# Benthophilus leptorhynchus
Benthophilus leptorhynchus är en fiskart som beskrevs av Kessler, 1877. Benthophilus leptorhynchus ingår i släktet Benthophilus och familjen smörbultsfiskar. Inga underarter finns listade.

## Bildgalleri

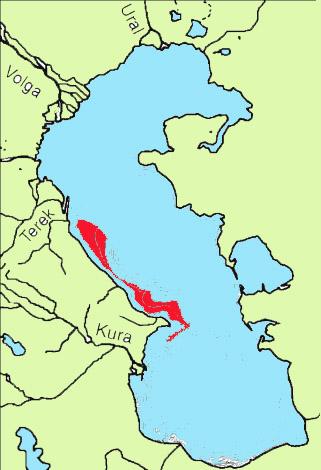